# Trichosteleum stissophyllum
Trichosteleum stissophyllum là một loài rêu trong họ Sematophyllaceae. Loài này được (Hampe & Müll. Hal.) A. Jaeger mô tả khoa học đầu tiên năm 1878.